# 트리니다드 토바고 여자 축구 국가대표팀
트리니다드 토바고 여자 축구 국가대표팀은 트리니다드 토바고를 대표하는 여자 축구 대표팀으로 트리니다드 토바고 축구 협회에서 관리한다. 1991년 4월 18일 마르티니크와의 1991년 CONCACAF 여자 축구 선수권 대회 A조 조별리그 1차전에서 국제 A매치 첫 경기를 치러 이 경기에서 1-1 무승부를 기록했으며 현재까지 FIFA 여자 월드컵과 하계 올림픽 축구 본선 기록은 전무하다.

## 국제 대회 경력

### CONCACAF W 챔피언십
1991년 대회를 시작으로 9번의 CONCACAF 여자 골드컵 본선에 모두 출전하여 초대 대회인 1991년 대회에서 3위에 입상했고 1994년과 2014년 대회에서는 4위에 이름을 올리면서 9번의 대회 중 3번의 대회에서 4강 진출에 성공했다.

### 팬아메리칸 게임
팬아메리칸 게임 축구 본선에는 3번 출전했지만 3번의 대회에서 단 1승도 거두지 못한 채 통산 3무 7패에 그치면서 3번의 대회에서 모두 조별리그 탈락의 고배를 마셨다.

### 중앙아메리카·카리브해 경기 대회
3번의 중앙아메리카·카리브해 경기 대회 중 2010년 대회에서 은메달을 획득하면서 모든 국제 대회를 통틀어 가장 좋은 성적을 거두었고 2014년 대회에서는 조별리그에서 탈락했지만 2018년 대회에서는 4위에 이름을 올렸다.

## 성적

### FIFA 여자 월드컵
- 1991년~2019년: 진출 실패

### 올림픽 축구
- 1996년~2016년: 진출 실패

### CONCACAF 여자 축구 선수권 대회
- 1991년: 3위
- 1993년: 조별리그
- 1994년: 4위
- 1998년: 조별리그
- 2000년: 조별리그
- 2002년: 조별리그
- 2006년: 1라운드
- 2010년: 조별리그
- 2014년: 4위
- 2018년: 조별리그

### 팬아메리칸 게임
- 1999년: 5위
- 2003년: 불참
- 2007년: 불참
- 2011년: 조별 리그

## 같이 보기
- 트리니다드 토바고 축구 국가대표팀